# Lista de espécies do gênero Agrostis
A seguir está uma lista com as espécies de árvores e arbustos do gênero Agrostis.

## Espécies
- Agrostis abakanensis
- Agrostis aberrans
- Agrostis abietorum
- Agrostis abnormis
- Agrostis abyssinica
- Agrostis actinoclada
- Agrostis aculeata
- Agrostis acutiflora
- Agrostis acutiglumis
- Agrostis adamsonii
- Agrostis adscendens
- Agrostis aemula
- Agrostis aemula var. aemula
- Agrostis aemula var. setifolia
- Agrostis aenea
- Agrostis aequalis
- Agrostis aequata
- Agrostis aequivalvis
- Agrostis affinis
- Agrostis africana
- Agrostis agrostidiformis
- Agrostis agrostiflora
- Agrostis airaeformis
- Agrostis airiformis
- Agrostis airoides
- Agrostis airoides var. flaccidifolia
- Agrostis alascana
- Agrostis alaskana
- Agrostis alaskana var. breviflora
- Agrostis alba
- Agrostis alba scabrida
- Agrostis alba stolonifera
- Agrostis alba var. alba
- Agrostis alba var. aristata
- Agrostis alba var. decumbens
- Agrostis alba var. densiflora
- Agrostis alba var. dispar
- Agrostis alba var. major
- Agrostis alba var. stricta
- Agrostis alba var. sylvatica
- Agrostis alba var. vulgaris
- Agrostis albicans
- Agrostis albida
- Agrostis albimontana
- Agrostis algida
- Agrostis alopecuroides
- Agrostis alpestris
- Agrostis alpicola
- Agrostis alpina
- Agrostis alpina subsp. minor
- Agrostis altissima
- Agrostis altissima var. laxa
- Agrostis amaicensis
- Agrostis ambatoensis
- Agrostis ambigua
- Agrostis amomala
- Agrostis ampla
- Agrostis amplax
- Agrostis anadyrensis
- Agrostis anatolica
- Agrostis andicola
- Agrostis andina
- Agrostis anemagrostis
- Agrostis anemagrostoides
- Agrostis angrenica
- Agrostis angusthum
- Agrostis anomala
- Agrostis antarctica
- Agrostis antartica
- Agrostis antoniana
- Agrostis apetala
- Agrostis aphanes
- Agrostis aquatica
- Agrostis arachnoidea
- Agrostis arachnoides
- Agrostis araucana
- Agrostis arcta
- Agrostis arenaria
- Agrostis arenosa
- Agrostis argentea
- Agrostis arisan-montana
- Agrostis aristata
- Agrostis aristiglumis
- Agrostis aristulata
- Agrostis aristulifera
- Agrostis arrecta
- Agrostis articulata
- Agrostis arundinacea
- Agrostis arvensis
- Agrostis ascendens
- Agrostis aspera
- Agrostis asperifolia
- Agrostis asperigluma
- Agrostis asperula
- Agrostis atlantica
- Agrostis atrata
- Agrostis atropurpurea
- Agrostis atroviolacea
- Agrostis atrovirens
- Agrostis attenuata
- Agrostis aucklandica
- Agrostis australiensis
- Agrostis australis
- Agrostis avenacea
- Agrostis avenacea var. avenacea
- Agrostis avenacea var. perennis
- Agrostis avenoides
- Agrostis azorica
- Agrostis bacillata
- Agrostis bakeri
- Agrostis balansae
- Agrostis 'Bamboo Green Giant'
- Agrostis barbata
- Agrostis barbigera
- Agrostis barbuligera
- Agrostis barceloi
- Agrostis basalis
- Agrostis beimushanica
- Agrostis bergiana
- Agrostis berica
- Agrostis berlandieri
- Agrostis bermudiana
- Agrostis bettyae
- Agrostis bicuspidata
- Agrostis biebersteiniana
- Agrostis billardierei
- Agrostis billardierei var. filifolia
- Agrostis billardierei var. robusta
- Agrostis billardierei var. tenuiseta
- Agrostis billardieri
- Agrostis biseta
- Agrostis blasdalei
- Agrostis blasdalei var. blasdalei
- Agrostis boetica
- Agrostis bogatensis
- Agrostis bogotensis
- Agrostis bolivaris
- Agrostis boliviana
- Agrostis boormanii
- Agrostis borbonica
- Agrostis borealis
- Agrostis borealis subsp. viridissima
- Agrostis borealis var. borealis
- Agrostis bottnica
- Agrostis bourgaei
- Agrostis boyacensis
- Agrostis brachiata
- Agrostis brachyathera
- Agrostis brachystachys
- Agrostis brasiliensis
- Agrostis breviculmis
- Agrostis brevifolia
- Agrostis breviglumis
- Agrostis brevipes
- Agrostis brevis
- Agrostis bromidioides
- Agrostis bromoides
- Agrostis bryoides
- Agrostis bryophila
- Agrostis buchtienii
- Agrostis burmanica
- Agrostis burttii
- Agrostis byzantina
- Agrostis caespitosa
- Agrostis calamagrostis
- Agrostis calamagrostoides
- Agrostis calderoniae
- Agrostis californica
- Agrostis campestris
- Agrostis campyla
- Agrostis canadensis
- Agrostis canariensis
- Agrostis candollei
- Agrostis canescens
- Agrostis canina
- Agrostis canina canina
- Agrostis canina granatensis
- Agrostis canina pallida
- Agrostis canina 'Silver Needles'
- Agrostis canina subsp. granatensis
- Agrostis canina subsp. grandiflora
- Agrostis canina subsp. monteluccii
- Agrostis canina subsp. pusilla
- Agrostis canina subsp. trinii
- Agrostis canina var. aequivalvis
- Agrostis canina var. alpina
- Agrostis canina var. gelida
- Agrostis canina var. hyemalis
- Agrostis canina var. mertensii
- Agrostis capensis
- Agrostis capilaris
- Agrostis capillaris
- Agrostis capillaris subsp. castellana
- Agrostis capillaris subsp. olivetorum
- Agrostis capillaris subsp. oreophila
- Agrostis capillaris subsp. repens
- Agrostis capillaris var. aristata
- Agrostis capillaris var. aristulata
- Agrostis capillaris var. capillaris
- Agrostis carmichaelii
- Agrostis caryophyllea
- Agrostis castellana var. mutica
- Agrostis castellana var. olivetorum
- Agrostis castriferrei
- Agrostis cavanillesiana
- Agrostis cenisia
- Agrostis ceretana
- Agrostis ceretena
- Agrostis cernua
- Agrostis chaetophylla
- Agrostis chamaecalamus
- Agrostis chamissonis
- Agrostis chilensis
- Agrostis chinantlae
- Agrostis chionogeiton
- Agrostis chonotica
- Agrostis ciliaris
- Agrostis ciliata
- Agrostis cimicina
- Agrostis cinna
- Agrostis clandestina
- Agrostis clarkei
- Agrostis claudii
- Agrostis clausa
- Agrostis clavata
- Agrostis clavata var. macilenta
- Agrostis clavata var. nukabo
- Agrostis clavata var. szechuanica
- Agrostis clemensorum
- Agrostis clivicola
- Agrostis clivicola var. clivicola
- Agrostis clivicola var. punta-reyesensis
- Agrostis coarctata
- Agrostis coarctata subsp. hyperborea
- Agrostis coarctata subsp. trinii
- Agrostis coerulescens
- Agrostis cognata
- Agrostis collicola
- Agrostis collina
- Agrostis colorata
- Agrostis comorensis
- Agrostis comosa
- Agrostis complanata
- Agrostis composita
- Agrostis compressa
- Agrostis concinna
- Agrostis condensata
- Agrostis conferta
- Agrostis congener
- Agrostis congesta
- Agrostis congestiflora
- Agrostis conspicua
- Agrostis continentalis
- Agrostis continuata
- Agrostis contracta
- Agrostis cornucopiae
- Agrostis coromandeliana
- Agrostis crinita
- Agrostis cruciata
- Agrostis cryptandra
- Agrostis curtisii
- Agrostis curtissi
- Agrostis curvifolia
- Agrostis cylindrica
- Agrostis cypricola
- Agrostis dalmatica
- Agrostis davyi
- Agrostis debilis
- Agrostis decaryana
- Agrostis decipiens
- Agrostis decumbens
- Agrostis delfini
- Agrostis delicatula
- Agrostis delicatula subsp. durieui
- Agrostis delislei
- Agrostis densa
- Agrostis densiflora
- Agrostis densiflora var. arenaria
- Agrostis densiflora var. densiflora
- Agrostis densior
- Agrostis densissima
- Agrostis depressa
- Agrostis desvauxii
- Agrostis diandra
- Agrostis dianthera
- Agrostis diaphora
- Agrostis diegoensis
- Agrostis diemenica
- Agrostis difficilis
- Agrostis diffusa
- Agrostis digitata
- Agrostis dimorpholemma
- Agrostis dispar
- Agrostis dissitiflora
- Agrostis distans
- Agrostis disticha
- Agrostis distichophylla
- Agrostis divaricata
- Agrostis divaricatissima
- Agrostis domingensis
- Agrostis dregeana
- Agrostis drummondiana
- Agrostis dshungarica
- Agrostis dubia
- Agrostis dulcis
- Agrostis dura
- Agrostis durangensis
- Agrostis duriaei
- Agrostis durieui
- Agrostis dyeri
- Agrostis ecklonis
- Agrostis effusa
- Agrostis elata
- Agrostis elegans
- Agrostis eliasii
- Agrostis elliotiana
- Agrostis elliotii
- Agrostis elliottiana
- Agrostis elmeri
- Agrostis elongata
- Agrostis elongata var. flaccida
- Agrostis eminens
- Agrostis emirnensis
- Agrostis epigeios
- Agrostis epigejos
- Agrostis erecta
- Agrostis eremophila
- Agrostis eriantha
- Agrostis ericetorum
- Agrostis eriolepis
- Agrostis exarata
- Agrostis exarata asperifolia
- Agrostis exarata minor
- Agrostis exarata subsp. clavata
- Agrostis exarata subsp. nukabo
- Agrostis exarata var. ampla
- Agrostis exarata var. angustifolia
- Agrostis exarata var. exarata
- Agrostis exarata var. microphylla
- Agrostis exarata var. stolonifera
- Agrostis exarta
- Agrostis exasperata
- Agrostis exigua
- Agrostis exilis
- Agrostis exserta
- Agrostis extensa
- Agrostis falklandica
- Agrostis fallax
- Agrostis fascicularis
- Agrostis fasciculata
- Agrostis fertilis
- Agrostis festucoides
- Agrostis filiculmis
- Agrostis filifolia

| - Agrostis filiformis - Agrostis filipes - Agrostis fissa - Agrostis flabellata - Agrostis flaccida - Agrostis flaccida subsp. trinii - Agrostis flavescens - Agrostis flavida - Agrostis flavidula - Agrostis foliata - Agrostis foliosa - Agrostis fonckii - Agrostis font-queri - Agrostis formosana - Agrostis forsteri - Agrostis fouilladeana - Agrostis fouilladei - Agrostis friesiorum - Agrostis frigida - Agrostis frondosa - Agrostis fuegiana - Agrostis fukuyamae - Agrostis fulva - Agrostis furessi - Agrostis fusca - Agrostis fuscata - Agrostis gaditana - Agrostis gautieri - Agrostis gayana - Agrostis gelida - Agrostis geminata - Agrostis geniculata - Agrostis ghiesbreghtii - Agrostis gigantea - Agrostis gigantea subsp. gautieri - Agrostis gigantea subsp. moldavica - Agrostis gigantea subsp. pontica - Agrostis gigantea var. glaucescens - Agrostis gigantea var. praticola - Agrostis gigantea var. repens - Agrostis glabra - Agrostis glabrata - Agrostis glauca - Agrostis glaucescens - Agrostis glaucina - Agrostis globosa - Agrostis glomerata - Agrostis glutinosa - Agrostis goughensis - Agrostis gracilaxa - Agrostis gracilifolia - Agrostis gracililaxa - Agrostis gracilis - Agrostis graeca - Agrostis grandis - Agrostis graniticola - Agrostis gredensis - Agrostis greenwayi - Agrostis griffithiana - Agrostis griquensis - Agrostis groenlandica - Agrostis gunniana - Agrostis hackeliana - Agrostis hackelii - Agrostis haenkeana - Agrostis hallii - Agrostis hallii californica - Agrostis hallii var. hallii - Agrostis hallii var. pringlei - Agrostis hegetschweileri - Agrostis helenae - Agrostis hendersonii - Agrostis hesperica - Agrostis heterolepis - Agrostis hideoi - Agrostis hiemalis - Agrostis hiemalis subrepens - Agrostis hiemalis var. subrepens - Agrostis hillebrandii - Agrostis himalayana - Agrostis hirsuta - Agrostis hirta - Agrostis hirtella - Agrostis hispanica - Agrostis hispida - Agrostis hissarica - Agrostis hoffmanni - Agrostis holciformis - Agrostis holgateana - Agrostis hookeriana - Agrostis hooveri - Agrostis hornungiana - Agrostis howellii - Agrostis hugoniana - Agrostis hugoniana var. aristata - Agrostis humbertii - Agrostis humboldtiana - Agrostis humifusa - Agrostis humilis - Agrostis huttoniae - Agrostis hybrida - Agrostis hyemalis - Agrostis hyemalis geminata - Agrostis hyemalis var. elata - Agrostis hyemalis var. keweenawensis - Agrostis hyemalis var. laxiflora - Agrostis hyemalis var. oreophila - Agrostis hyemalis var. scabra - Agrostis hygrometrica - Agrostis hyperborea - Agrostis idahoensis - Agrostis idahoensis var. idahoensis - Agrostis imbecilla - Agrostis imberbis - Agrostis inaequiglumis - Agrostis inaequiglumis var. nana - Agrostis inconspicua - Agrostis inconspicua kunze - Agrostis incurvata - Agrostis indica - Agrostis infirma - Agrostis infirma var. arisan-montana - Agrostis infirma var. formosana - Agrostis infirma var. fukuyamae - Agrostis inflata - Agrostis insignita - Agrostis insularis - Agrostis intermedia - Agrostis interrupta - Agrostis intricata - Agrostis involuta - Agrostis isopholis - Agrostis jacutica - Agrostis jahni - Agrostis jahnii - Agrostis jamesoniana - Agrostis javanica - Agrostis jourretii - Agrostis joyceae - Agrostis juergensii - Agrostis juncea - Agrostis junciformis - Agrostis juresii - Agrostis juressi - Agrostis karsensis - Agrostis kauaiensis - Agrostis keniensis - Agrostis kennedyana - Agrostis kentrophyllum - Agrostis kilimandscharica - Agrostis kilimandsharica - Agrostis kinabaluensis - Agrostis koelerioides - Agrostis kolymensis - Agrostis korczaginii - Agrostis koreana - Agrostis kronokensis - Agrostis kudoi - Agrostis kufium - Agrostis kufuim - Agrostis kunmingensis - Agrostis kuntzei - Agrostis labillardieri - Agrostis lachnantha - Agrostis lacunarum - Agrostis lacunis - Agrostis laersii - Agrostis 'Lago Lago' - Agrostis lanata - Agrostis lanceolata - Agrostis langei - Agrostis lapponica - Agrostis lasiantha - Agrostis lateriflora - Agrostis latifolia - Agrostis laxa - Agrostis laxiflora - Agrostis laxiflora var. montana - Agrostis laxiflora var. tenuis - Agrostis laxissima - Agrostis lazica - Agrostis lechleri - Agrostis leersii - Agrostis lehmannii - Agrostis leioclada - Agrostis lendigera - Agrostis lenis - Agrostis lenta - Agrostis leonii - Agrostis lepida - Agrostis leptophylla - Agrostis leptos - Agrostis leptostachys - Agrostis leptotricha - Agrostis lessoniana - Agrostis ligulata - Agrostis limitanea - Agrostis limonias - Agrostis limosa - Agrostis limprichtii - Agrostis lindeniana - Agrostis linearis - Agrostis lithuanica - Agrostis litigans - Agrostis littoralis - Agrostis lobata - Agrostis longiaristata - Agrostis longiberbis - Agrostis longifolia - Agrostis longiligula - Agrostis longiligula var. longiligula - Agrostis longiseta - Agrostis lucronensis - Agrostis lushuiensis - Agrostis lusitanica - Agrostis lutescens - Agrostis lutosa - Agrostis lyallii - Agrostis macilenta - Agrostis mackliniae - Agrostis macrantha - Agrostis macrathera - Agrostis macrothyrsa - Agrostis maeotica - Agrostis magellanica - Agrostis makoniensis - Agrostis malaccensis - Agrostis malalenca - Agrostis manii - Agrostis mannii - Agrostis mannii mannii - Agrostis maritima - Agrostis marojejyensis - Agrostis marschalliana - Agrostis masafuerana - Agrostis matrella - Agrostis matsumurae - Agrostis mauritii - Agrostis maxima - Agrostis media - Agrostis megathyrsa - Agrostis meionectes - Agrostis melaleuca - Agrostis melanosperma - Agrostis melanthes - Agrostis meridensis - Agrostis mertensii - Agrostis merxmuelleri - Agrostis mexicana - Agrostis meyenii - Agrostis michaelis - Agrostis michauxii - Agrostis micrandra - Agrostis micrantha - Agrostis microcarpa - Agrostis microphylla - Agrostis microphylla major - Agrostis microphylla var. microphylla - Agrostis microsperma - Agrostis mildbraedii - Agrostis miliacea - Agrostis milioides - Agrostis milium-comosum - Agrostis minima - Agrostis minor - Agrostis minutiflora - Agrostis minutissima - Agrostis moldavica - Agrostis monandra - Agrostis monandras - Agrostis mongolica - Agrostis monostachya - Agrostis montana - Agrostis monteluccii - Agrostis montevidensis - Agrostis montevidensis var. montevidensis - Agrostis montevidensis var. submutica - Agrostis monticola - Agrostis montis-aurei - Agrostis morrisonensis - Agrostis moyanoi - Agrostis mucronata - Agrostis muelleri - Agrostis muelleriana - Agrostis muliensis - Agrostis multicaulis - Agrostis munroana - Agrostis murbeckii - Agrostis muricata - Agrostis muscosa - Agrostis musjidii - Agrostis mustaphae - Agrostis mutabilis - Agrostis myriantha - Agrostis myuros - Agrostis nagensis - Agrostis nana - Agrostis nardifolia - Agrostis natalensis - Agrostis navarroi - Agrostis nebulosa - Agrostis neesii - Agrostis neglecta - Agrostis nemoralis - Agrostis neogaea - Agrostis nervosa - Agrostis nevadensis - Agrostis nevskii - Agrostis nigra - Agrostis nigricans - Agrostis nigritella - Agrostis nipponensis - Agrostis nitens - Agrostis nivalis - Agrostis nivea - Agrostis nobilis - Agrostis nootkaensis - Agrostis novae-angliae - Agrostis noveboracensis - Agrostis novogaliciana - Agrostis nutans - Agrostis nutkaensis - Agrostis obtusata - Agrostis obtusissima - Agrostis occidentalis - Agrostis odorata - Agrostis oligantha - Agrostis oligoclada - Agrostis olivetorum - Agrostis olympica - Agrostis oreades - Agrostis oregonensis - Agrostis oreophila - Agrostis oresbia - Agrostis orientalis - Agrostis oseroensis - Agrostis ovata - Agrostis owarensis - Agrostis pallens - Agrostis pallescens - Agrostis pallida - Agrostis paludosa - Agrostis palustris - Agrostis palustris var. palustris - Agrostis panicea - Agrostis panicoides - Agrostis paniculata - Agrostis papposa - Agrostis paradisiaca - Agrostis paradoxa - Agrostis parlatorei - Agrostis parsana - Agrostis parva - Agrostis parviflora - Agrostis parvula - Agrostis patagonica | - Agrostis patula - Agrostis pauciflora - Agrostis paucinodis - Agrostis paulsenii - Agrostis paurretii - Agrostis pauzhetica - Agrostis peckii - Agrostis pectinata - Agrostis peninsularis - Agrostis perarta - Agrostis perennans - Agrostis perennans elata - Agrostis perennans f. atherophora - Agrostis perennans fo - Agrostis perezi - Agrostis perezii - Agrostis perlaxa - Agrostis pernambucensis - Agrostis personata - Agrostis peruviana - Agrostis petelotii - Agrostis petriei - Agrostis phalaroides - Agrostis philippiana - Agrostis phleoides - Agrostis pickeringii - Agrostis pilgeriana - Agrostis pilosa - Agrostis pilosula - Agrostis pisidica - Agrostis pittieri - Agrostis planifolia - Agrostis platensis - Agrostis platyphylla - Agrostis plebeia - Agrostis plicata - Agrostis plumosa - Agrostis poeppigiana - Agrostis poluninii - Agrostis polymorpha - Agrostis polymorpha var. palustris - Agrostis polypogon - Agrostis polypogonoides - Agrostis polystachya - Agrostis pourrehi - Agrostis pourreti - Agrostis pourretii - Agrostis praecox - Agrostis praticola - Agrostis preissii - Agrostis preslii - Agrostis pringlei - Agrostis procera - Agrostis producta - Agrostis propinqua - Agrostis prorepens - Agrostis prostrata - Agrostis pseudoalba - Agrostis pseudointermedia - Agrostis pseudoverticillata - Agrostis pubens - Agrostis pubescens - Agrostis pubicallis - Agrostis pulchella - Agrostis pumila - Agrostis puncta - Agrostis punctata - Agrostis pungens - Agrostis punicea - Agrostis purpurascens - Agrostis purpurea - Agrostis pusilla - Agrostis pyramidalis - Agrostis pyramidata - Agrostis pyrenaea - Agrostis pyrenaica - Agrostis pyrogea - Agrostis quadridentata - Agrostis quadrifida - Agrostis quadriseta - Agrostis quinqueseta - Agrostis quitensis - Agrostis racemosa - Agrostis radiata - Agrostis radula - Agrostis ramboi - Agrostis ramboi var. ramboi - Agrostis ramosa - Agrostis ramosissima - Agrostis ramulosa - Agrostis rapensis - Agrostis rara - Agrostis reinwardtii - Agrostis repens - Agrostis reptans - Agrostis retroflexa - Agrostis retrofracta - Agrostis reuteri - Agrostis reygeri - Agrostis rigescens - Agrostis rigida - Agrostis rigidifolia - Agrostis rigidula - Agrostis rigidula var. arisan-montana - Agrostis rivularis - Agrostis robusta - Agrostis rockii - Agrostis rosea - Agrostis rosei - Agrostis rossae - Agrostis rossiae - Agrostis royleana - Agrostis rubicunda - Agrostis rubra - Agrostis rubra var. americana - Agrostis rudis - Agrostis rupestris - Agrostis rupestris subsp. pyrenaica - Agrostis sabulicola - Agrostis salaziensis - Agrostis salina - Agrostis salmantica - Agrostis salsa - Agrostis sanctacruzensis - Agrostis sandwicensis - Agrostis scabra - Agrostis scabra f. tuckermanii - Agrostis scabra var. aristata - Agrostis scabra var. keweenawensis - Agrostis scabra var. laxiflora - Agrostis scabra var. scabra - Agrostis scabra var. tenuis - Agrostis scabrida - Agrostis scabrifolia - Agrostis scabriglumis - Agrostis scabriuscula - Agrostis schaffneri - Agrostis schiedeana - Agrostis schiedeana var. armata - Agrostis schimperiana - Agrostis schlechteri - Agrostis schleicheri - Agrostis schmidii - Agrostis schneideri - Agrostis schottii - Agrostis schraderana - Agrostis schraderiana - Agrostis schweinitzii - Agrostis sciurea - Agrostis sclerophylla - Agrostis scoparia - Agrostis scouleri - Agrostis scribneriana - Agrostis semibarbata - Agrostis semi-nuda - Agrostis semiverticillata - Agrostis sepium - Agrostis sericea - Agrostis serotina - Agrostis serranoi - Agrostis sesquiflora - Agrostis setacea - Agrostis setifolia - Agrostis setosa - Agrostis shandongensis - Agrostis shensiana - Agrostis sibirica - Agrostis sichotensis - Agrostis sicula - Agrostis signata - Agrostis sikkimensis - Agrostis simensis - Agrostis simulans - Agrostis sinaica - Agrostis sinkiangensis - Agrostis sinocontracta - Agrostis sinorupestris - Agrostis sobolifera - Agrostis sodiroana - Agrostis sokolovskajae - Agrostis solandri - Agrostis sororia - Agrostis sotolonifera - Agrostis sozanensis - Agrostis speeiana - Agrostis spicaeformis - Agrostis spicata - Agrostis spica-venti - Agrostis spicigera - Agrostis sporoboloides - Agrostis sporobolus - Agrostis spuria - Agrostis steenisii - Agrostis stellata - Agrostis stenophylla - Agrostis stewartii - Agrostis stipata - Agrostis stipoides - Agrostis stolonifera - Agrostis stolonifera gigantea - Agrostis stolonifera 'Green Twist' - Agrostis stolonifera 'Icy Flames' - Agrostis stolonifera maritima - Agrostis stolonifera palustris - Agrostis stolonifera prorepens - Agrostis stolonifera stolonifera - Agrostis stolonifera subsp. albida - Agrostis stolonifera subsp. gaditana - Agrostis stolonifera subsp. maritima - Agrostis stolonifera subsp. palustris - Agrostis stolonifera subsp. straminea - Agrostis stolonifera var. marina - Agrostis stolonifera var. maritima - Agrostis stolonifera var. pseudopungens - Agrostis stolonifera var. ramosa - Agrostis stolonifera var. stolonifera - Agrostis stolonifera x - Agrostis stolonizans - Agrostis straminea - Agrostis striata - Agrostis stricta - Agrostis suaveolens - Agrostis suavis - Agrostis subaristata - Agrostis subpatens - Agrostis subrepens - Agrostis subspicata - Agrostis subulata - Agrostis subulifolia - Agrostis sudavica - Agrostis suizanensis - Agrostis sumulans - Agrostis surculifera - Agrostis sylvatica - Agrostis syreistschikowii - Agrostis szechuanica - Agrostis taliensis - Agrostis tamagawensis - Agrostis tandilensis - Agrostis tarda - Agrostis tateyamensis - Agrostis taylori - Agrostis teberdensis - Agrostis tehuelcha - Agrostis teleni - Agrostis tenacissima - Agrostis tenella - Agrostis tenerrima - Agrostis tenuiculmis - Agrostis tenuiculmis recta - Agrostis tenuiflora - Agrostis tenuifolia - Agrostis tenuis - Agrostis tenuissima - Agrostis thompsoniae - Agrostis thunbergii - Agrostis thurberiana - Agrostis thyrsigera - Agrostis tibestica - Agrostis tileni - Agrostis tilenii - Agrostis tinctoria - Agrostis toluccensis - Agrostis tolucensis - Agrostis torreyana - Agrostis torreyi - Agrostis trachychlaena - Agrostis trachyphylla - Agrostis trancaspica - Agrostis transcaspica - Agrostis transmorrisonensis - Agrostis tremula - Agrostis triaristata - Agrostis trichantha - Agrostis trichoclada - Agrostis trichodes - Agrostis trichoides - Agrostis tricholemma - Agrostis trichopodes - Agrostis trichotoma - Agrostis tricuspidata - Agrostis triflora - Agrostis trinervata - Agrostis trinii - Agrostis trisetoides - Agrostis tropica - Agrostis truncalata - Agrostis truncata - Agrostis truncatula - Agrostis truncatula subsp. commista - Agrostis tsaratananensis - Agrostis tsiafajavonensis - Agrostis tsitondroinensis - Agrostis turkestanica - Agrostis turrialbae - Agrostis tuvinica - Agrostis uhligii - Agrostis uliginosa - Agrostis umbellata - Agrostis umbellulata - Agrostis umbrosa - Agrostis ushae - Agrostis vaginata - Agrostis vaginita - Agrostis valdiviana - Agrostis valentina - Agrostis valvata - Agrostis varia - Agrostis variabilis - Agrostis variablilis - Agrostis varians - Agrostis venezuelana - Agrostis venti - Agrostis ventosa - Agrostis ventricosa - Agrostis venusta - Agrostis vernalis - Agrostis versicolor - Agrostis verticillata - Agrostis vesca - Agrostis vestita - Agrostis villarsii - Agrostis villosa - Agrostis vimealis - Agrostis vinealis - Agrostis vinealis subsp. kudoi - Agrostis vinealis subsp. planifolia - Agrostis vinealis subsp. syreitschikowii - Agrostis vinealis subsp. turkestanica - Agrostis vinealis var. inermis - Agrostis vinealis vinealis - Agrostis vinosa - Agrostis violacea - Agrostis virescens - Agrostis virginica - Agrostis viridis - Agrostis viridissima - Agrostis virletii - Agrostis vivipara - Agrostis volkensii - Agrostis vulgaris - Agrostis vulgaris var. aristata - Agrostis wacei - Agrostis wallichiana - Agrostis wardii - Agrostis weberbaueri - Agrostis whytei - Agrostis wightii - Agrostis wildtii - Agrostis wulingensis - Agrostis x bjoerkmanii - Agrostis youngii - Agrostis zenkeri - Agrostis zerovii |